# Памятник Муслиму Магомаеву (Баку)
Памятник Муслиму Магомаеву в Баку находится в Приморском национальном парке столицы.

## История
12 марта 2020 года Президент Азербайджанской Республики Ильхам Алиев издал распоряжение о возведении в городе Баку памятника Муслиму Магомаеву. Согласно распоряжению, Исполнительной власти города Баку совместно с Министерством культуры Азербайджанской Республики было поручено осуществить мероприятия по возведению памятника.
17 августа 2022 года в Приморском национальном парке состоялось открытие памятника, на котором приняли участие президент и первый вице-президент Азербайджана, супруга певца — Тамара Синявская, Фархад Бадалбейли и др.

## Памятник
Автором памятника стал народный художник Азербайджанской Республики, скульптор Омар Эльдаров.
Памятник отлит из бронзы. Высота составляет 2 метра. Перед памятником установлено соответствующее информационное табло с надписями на азербайджанском и английском языках.